# Einer-Kajak

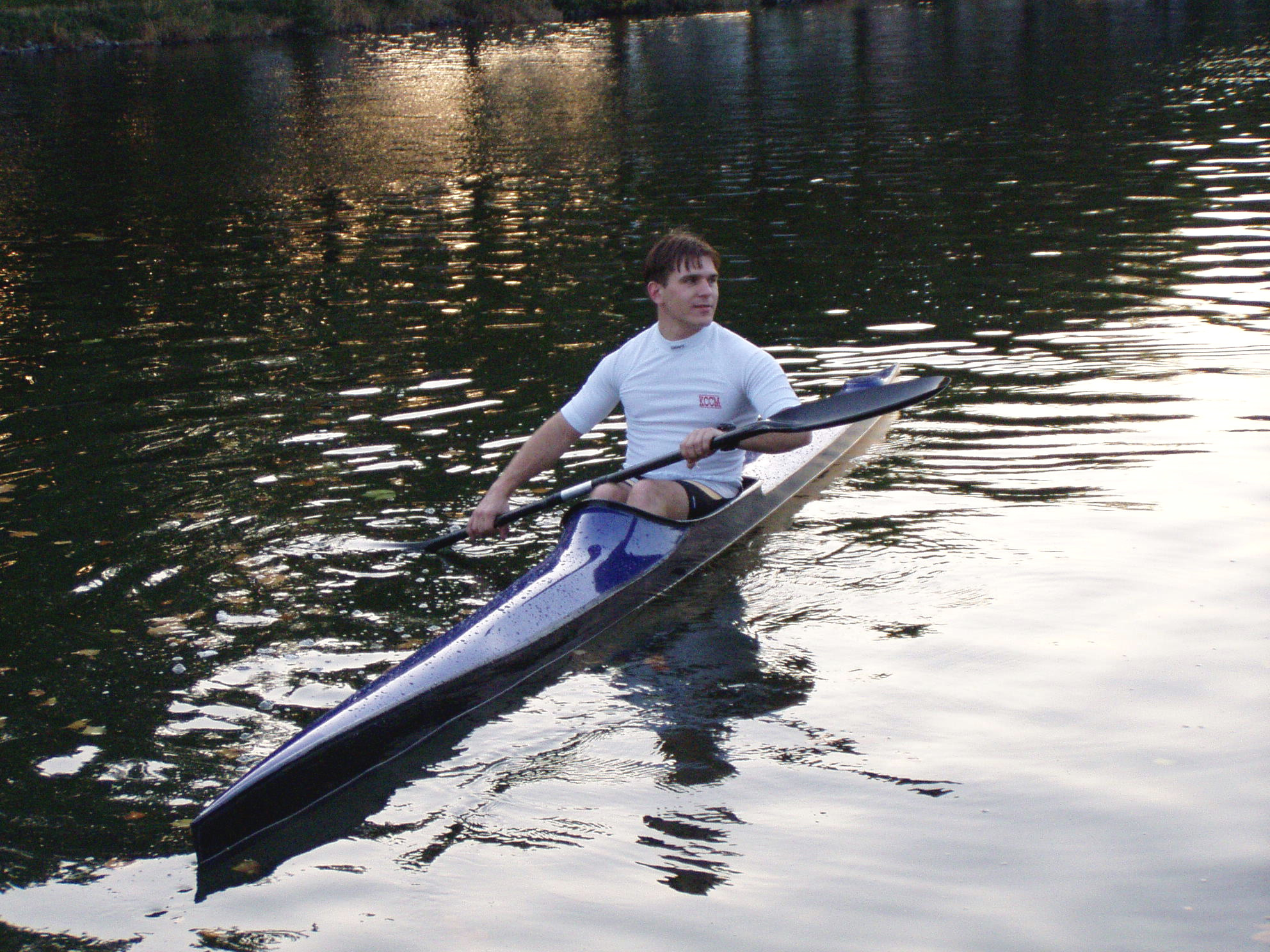
Einer-Rennkajak

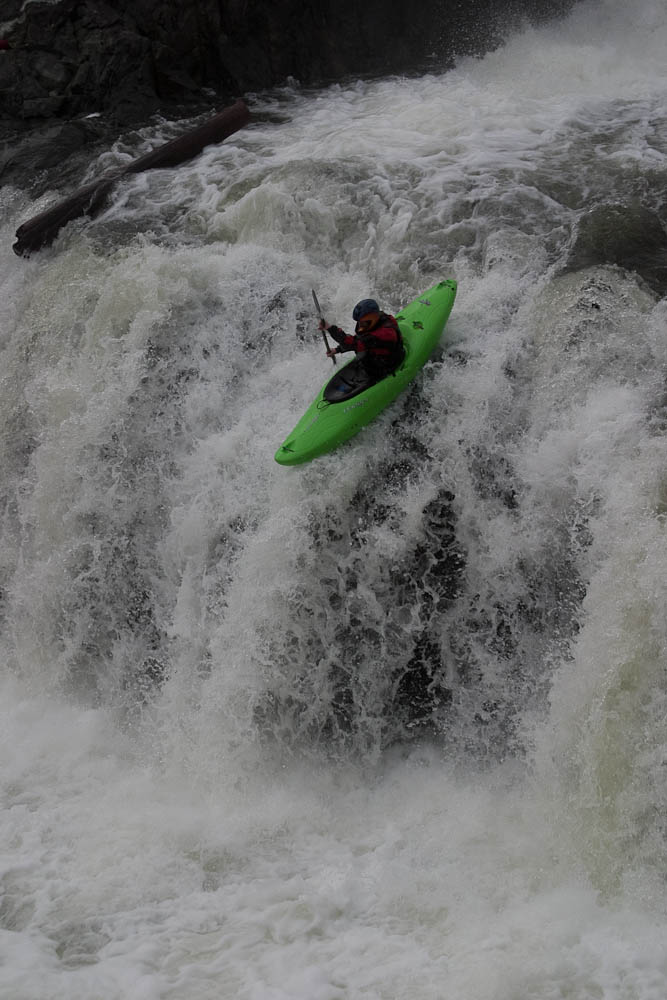
Einer-Kajak im Wildwasser

Einer-Kajak (K1) (auch Kajak-Einer) ist die am meisten verbreitete Bootsklasse im Kanusport. Es handelt sich dabei um ein Kajak, das von einer sitzenden Person mit einem Doppelpaddel bewegt wird.

## Technik
Das Paddel wird in der Regel abwechselnd auf der rechten und der linken Seite des Bootes eingesetzt.

### Steuerung
Man kann zwei Grundvarianten zur Steuerung unterscheiden.
Die einfachste bietet ein Kajak mit Steueranlage. Ein am Heck angebrachtes drehbares Ruder wird über Seilzug mit Pedalen verbunden und gesteuert.
Ohne Steueranlage kann das Boot über die Art der Paddelschläge gesteuert werden. Eine Richtungsänderung nach rechts wird durch einen starken Paddelschlag links unterstützt. Dabei wird rechts nur mit wenig Kraft gezogen. Verbessern kann man die Wirkung, indem man das Paddel links weiter ausgesetzt ins Wasser einsticht und damit den Hebel vergrößert. Auf der rechten Seite kann man dafür das Paddel nach dem Durchziehen hinten länger im Wasser lassen, was einer Steuerung mit einem Ruder nahe kommt. In die andere Richtung steuert man entsprechend entgegengesetzt. Diese Variante bietet sich eher nur für relativ wendige Boote oder bei weniger starken Richtungsänderungen an.
Bei Booten mit sehr gutem Geradeauslauf oder bei stärkeren Richtungsänderungen kommt zusätzlich das Kanten zum Einsatz. Die Wirkung dieser Technik kann aber sehr stark mit der Form des Bootsrumpfes variieren. Man verlagert seinen Schwerpunkt mehr auf eine Seite des Bootes. Paddelt man normal weiter, dann ändert das Kajak seine Richtung zu der vom Kippen abgewandten Seite. Bei einer Rechtskurve kippt man nach links und unterstützt mit einem kräftigen linken Schlag die Richtungsänderung. Bei einer Linkskurve verhält man sich entgegengesetzt. In welche Richtung man das Boot kippt ist aber auch abhängig von den Gewässerverhältnissen (glattes ruhiges Wasser, Stellung Rumpf zur Strömung, größere Wellen). Für diese Technik ist eine Spritzdecke empfehlenswert, damit kein Wasser in das Boot läuft.

## Disziplinen
Es wird als Wettkampfdisziplin im Kanurennsport, Kanumarathon, Kanuslalom, Wildwasserrennsport und Playboating gefahren. Auch Kanupolo wird mit speziellen Einer-Kajaks durchgeführt.
Der Einer-Kajak der Damen und der Herren ist im Kanurennsport (500 und 1000 m (nur Herren)) sowie im Kanuslalom olympische Sportdisziplin. Darüber hinaus werden in allen genannten Disziplinen Welt-, Europa und nationale Meisterschaften in dieser Bootsklasse durchgeführt.

## Bootsmaße
Der K1 im Kanurennsport und Kanumarathon ist max. 520 cm lang und hat mindestens ein Gewicht von 12 kg (Rennsport) bzw. 8 kg (Marathon). Die Breite des Bootes ist seit 2001 nicht mehr festgelegt und ist seitdem zunehmend schmaler geworden. Moderne Boote sind oft nur ca. 30 cm schmal.
Die maximale Länge von 520 cm für den K1 geht vermutlich auf eine praktische Begrenzung aus den 1920er-Jahren zurück. In Västervik, Schweden, war es nicht möglich, längere Kajaks über das örtliche Schienennetz zu transportieren. Der Bootsbauer Anker Ankervik, Gründer von Vituddens Kanotvarv, baute bereits damals erfolgreiche Rennkajaks bis zu dieser Länge. Als der Internationale Kanuverband (ICF) später eine Standardlänge für Rennkajaks festlegte, entschied man sich mutmaßlich deshalb für 520 cm als maximale Länge.
Boote noch aus der Zeit einer vorgeschriebenen Mindestbreite und damit eher noch aus dem Material Glasfaser/Polyester hatten zuletzt deutlich vorstehende stumpfwinkelig-eckige Ausbuchtungen beidseits hinter der Luke ober der Wasserlinie, offenbar mit dem einzigen Zweck, diese Mindestbreite zu erreichen.
Auch im Kanuslalom sind die Bootsmaße durch Wettkampfbestimmungen international einheitlich festgelegt. Das Einer-Kajak muss hier mindestens 350 cm lang und 60 cm breit sein und 8 kg wiegen.